# 神野藍
神野 藍（じんの あい、1999年8月29日 - ）は、日本の文筆家、元AV女優。早稲田大学文学部在学中にAVデビューして話題となる。AV女優時代は渡辺 まお（わたなべ まお）の芸名で活動した。中華圏では「渡邊真央」の漢字表記で報道される。元芸能事務所クローネ所属。

## 略歴
宮城県出身で、高校2年の夏にアルバイトを始めて3年の春に進路を決めなければなかったがバイトで出会った友人たちと遊ぶのが楽しくなる。それまでは地元の国立大学受験をぼんやり考えていたが、アルバイトや課外授業で出会った他校や他県出身者との出会いで視野の狭さを実感し、指定校推薦枠を使って都内の大学を目指すことに決める。このとき1日14時間受験勉強に打ち込み、早稲田大学に合格する。
2020年5月に現役女子大生のAV女優として、SODクリエイトの配信新レーベル「エモい女の子。」専属女優でAVデビュー。デビュー時は大学名を明かしていなかったが、6月23日発売の光文社『FLASH』誌上で明かし話題となる。所属事務所はクローネ。芸名は「業界の中で被らないようにと事務所が適当に選んだ名字と、その当時何となくいいなと思っていた名前」の組み合わせ。
2020年6月19日、講談社のミスiD2021にエントリーしてカメラテストへ進出。
7月12日、親にAVデビューを報告したことをツイートし、のちに芳しい反応ではなかったことをインタビューで回答している。DVDデビュー作が同月13日発表のFANZA通販ランキングで初登場1位を記録。
8月29日、早稲田大学ボランティアサークル「ロータリーの会」主催イベントで早稲田大学現役AV男優の篠塚康介と初対面で初対談した。10月31日、前述のロータリーの会主催のハロウィン清掃イベントに協力、参加。
2021年11月14日、自分の向かう先を1度落ち着いて考えるために2022年春にAV女優を休業することを発表する。イベント出演や執筆などAV以外の仕事は以降も継続する。2022年3月25日、大学卒業を報告。デビュー時に出したプロフィールと年齢や学年の計算が合わないのは「業界内のあるある」だったとしている。2022年6月1日にAV女優引退を発表。当初は渡辺まおとしての活動自体は辞めないとしていた。
2022年6月14日、文筆家として神野藍（じんの・あい）名義で活動を開始。筆名は谷崎潤一郎『痴人の愛』に由来する。
6月に文春オンラインの取材で、引退に至った理由、現役時代に話せなかったAV業界の実態のうち表面上に現れる設定面、心境の変化などを語った。AV女優の経験に後悔はなく、引退後は企業に籍を置く。
文筆家としては前職にまつわるものが多く、フィクションと現実を切り分けられないAVユーザーがいる問題など、作品作りに関わった責務として取り組んでいきたいと述べる一方、執筆業としてはアダルト業界以外の分野にも視野を広げていきたいと記述している。
2024年11月に、5月に地方移住したが暮らし方が合わずに5日間で東京に戻ったことを明らかにした。

## 人物
高校までは自他ともに認める学力に秀でた優等生。
デビュー経緯について、2020年時点では「学生時代に男友達から紗倉まなを教えられて以来、紗倉のファンとなり、デビュー作の髪型は彼女を模したスタイルにしている。紗倉のマルチな才能に憧れを抱く」「大学に入ってセックスに対する価値観が変わった」「楽しそうなことがあったら、飛び込んでみないと」「乱交やマジック・ミラー号などをAVで危険なく体験してみたい」など語ったが、のちにこれらは表向きで、マッチングアプリで知り合った駆け出しのホストからホストクラブにハマり、AV女優業を紹介されたことを明かす。ホストとの関係はデビュー前後に清算した。ただし選択は間違いではなく人生の起爆スイッチであったと述懐している。
大学入学後にマッチングアプリを使用して「実験を繰り返す研究者のような気分で」男性器の特徴などをエクセルでまとめた。デビュー時の設定では経験人数4人だが、のちに実際は50人ほどと回答し、当時は行為に対し気持ち良いという気持ちはなく、誰かの体温を感じるとよく眠れる気がして、セックスはそのおまけだったと述懐している。
実利的な勉強は社会に出てからでもできると思っているため、興味があるカルチャー、カテゴリーの勉学に励んでいる。2020年時点では「将来的には就職を考えている」としていたが、2021年時点では卒業後も当面AV女優を継続予定。その上でバックボーンをプラスに考える人と仕事がしたいと答えていた。
2020年8月現在の得意技は「考えるフェラ」。好きな小説は筆名の由来となった谷崎潤一郎『痴人の愛』。
俗にいう「AV＝ファンタジー論」には異論を唱えており、特にAV関係者が興ざめ的なネタばらしをすることに対しては「過呼吸になりながら撮影しているものを作りものと絶対に言われたくない」と述べている。

## 作品

### アダルトビデオ -DVD-
- 今話題の現役W大文学部在籍中のショートカット美女 渡辺まお（19） デビューDVD（8月11日、SODクリエイト）
- 第2弾DVD 話題騒然の現役W大文学部在籍ショートカット美女 渡辺まお（19） 浴衣で初ハメ撮 初3Pほか（9月8日、SODクリエイト）
- 第3弾DVD 話題の現役W大ショートカット美女 渡辺まお（19） いいなりイカセダンジョン＋解禁（祝）初！？ソープほか（10月6日、SODクリエイト）

- 「ダメダメ挿ってるよお兄ちゃん！擦り付けるだけって約束なのに...！」いつの間にか大人のカラダに成長した妹の巨乳に欲情！言葉とは裏腹にビショビショになっていく妹のマ○コに素股のままヌルっと生挿入！！（2月19日、DOC）
- 乳首責めベロキス脚コキという絶頂無双の三点責め（2月25日、SEX Agent）
- 酒を飲むとスケベに豹変するエロ女（2月25日、セレブの友）
- 渡辺まお 女子校生中出し20連発（2月25日、アイエナジー）
- 聖水領域 異常性欲教師にお漏らし調教された女子●生はもちもちクリスタルな太ももを濡らす（2月25日、ダスッ！）
- ワシ専用！！いいなり人妻中出しメイド 叔父の命令は絶対服従。種付け調教の日々―。（2月25日、マドンナ）
- 童貞君にカメラ一台だけ持たせて、一般女性宅にお泊りさせるドキュメンタリー！（2月26日、赤面女子）
- 家出妻を住まわせて朝から晩までヤりまくり中出し生活 中出し専用いいなり家出妻まお 24さい（3月11日、コスモス映像）
- 大学生なのに現役ソープ嬢！ 美味しそうにチ○ポをしゃぶるまおちゃん（3月13日、アポロ）
- STRAWBERRY PUSSY WATANABE MAO（3月13日、バルタン）
- やっぱり見たい！チ○ポにまたがり貪欲に腰を振る美女の子宮グリグリ押し付け騎乗位SEX！（3月13日、セレブの友）
- 私は快楽狂いのド淫乱オナニスト13（3月25日、セレブの友）
- アクメ自転車×ミラー号 プリ尻宅配女子限定！新型アクメチャリで漕げば漕ぐほどサドルについた極太ディルトが激ピストン！アナルをヒクつかせ公衆の面前でイキまくる大量潮吹き絶頂アクメ（3月25日、SODクリエイト）
- ちんちん洗い～洗体後のフェラが気持ち良すぎて女体にザーメンぶっかけ～（3月25日、SEX Agent）オムニバス
- この子、圧倒的ド変態！中出し快楽洗脳～高級子宮をザーメンで汚されて（4月1日、ジェントルマン）
- 誘惑美容室 渡辺まお（4月2日、ドリームチケット）
- 素人ナンパGET！！ No.222 ハイブリッド美女子続出！東京アラート編（4月7日、桃太郎映像出版）
- パンティフェチ愛好会 まお 渡辺まお（4月8日、フェチ眼）
- 初レズ解禁！渡辺まおがあおいれなと人生初のレズセックスに挑戦！（4月13日、セレブの友）
- 純粋無垢な少女10人発掘！ 完全撮り卸240分！！ 制服美少女の裸まで全部じっくり堪能できる 初めての赤裸々見せつけディルドオナニー（4月13日、無垢））
- 新発掘！ 低身長の幼妻神！ 舌使い 激腰振り 肉棒を飢える恍惚表情 本性を密室で…（4月19日、ABC）
- 「お兄ちゃん、また一緒に住めるね！」両親の離婚で幼い頃に別れた妹と8年ぶりの再会！めちゃくちゃ可愛く成長した妹と始まる中出し近親相姦ライフ 渡辺まお（4月19日、ロイヤル）
- 男の欲望にされるがまま●学生中出し まお（4月19日、姦乱者）
- 駅弁中出しJ○痴●5（4月22日、ナチュラルハイ）
- 義理の父に貪り犯●れ続ける娘の近親相姦映像（4月23日、I.B.WORKS）
- 素人女子大生の皆さんww青空の下で脳がトロける超濃密ベロキス体験してみませんか？舌を絡ませる糸引き涎ダラダラディープキスで高まっちゃって！？とにかくキスキスキス生々しい接吻中出しSEXww（4月23日、赤面女子）
- 涙のノンストップ激イカせSEX6（4月25日、セレブの友）
- JK 妹 素股生挿入（4月23日、アイエナジー）
- ロ●専科 帰省してきた姪っ子を●す鬼畜叔父の記録映像 まお（5月5日、グレイズ）
- 一般男女モニタリングAV×マジックミラー便コラボ企画 勉強漬けの毎日をすごす性欲の溜まった10代の予備校生がまたがり顔面騎乗クンニで人生初の大失禁イキ！！インタビュー中にずぅーっと生クリトリスを激しくジュルジュルと舐められ膣内に舌をねじ込まれて発情してしまった…6（5月7日、ディープス）
- サエない僕に同情した女子校生の妹に「擦りつけるだけだよ」という約束で素股してもらっていたら互いに気持ち良すぎてマ○コはグッショリ！でヌルッと生挿入！「え！？入ってる？」でもどうにも止まらなくて中出し！ 10（5月7日、アイエナジー）
- 純粋無垢な少女10人！完全撮り卸230分 お風呂で癒しのち●ぽ洗いフェラチオ射精（5月13日、無垢）
- 向理来監督ドキュメンタリー作品 現役W大学生AV女優！渡辺まおが懇願「私をこわして下さい」（5月25日、セレブの友）
- ナンパ連れ込みSEX隠し撮り・そのまま勝手にAV発売。する元ラグビー選手 Vol.21（6月7日、綜実社）
- 「見舞いにきた女子○生のパンチラで勃起したら咥えない焦らしフェラでねっとり抜かれて超敏感になった亀頭を無理やりジュポジュポお掃除フェラされた」VOL.3（6月10日、DANDY）
- 先生を誘惑して弄ぶナマイキ女子○生のパンチラ尻にバックからねじ込む反撃即ハメ！（6月11日、赤面女子）
- この女達「M女」！3人が奏でるレズビアンM女の断末魔！ドMだからわかる痛みのその先にある非日常の快楽！（6月13日、セレブの友）
- おじさんが大好物 唾液べっちょり接吻で責めまくる痴女J○（6月24日、MILK）
- 15人の語りかけ誘惑オナニー撮り下ろし大全集！アナタだけを見つめて、何度も何度もイキまくる！（6月25日、セレブの友）
- 極限乳首快楽地獄への挑戦！繰り返されるねちっこい乳首責めからの敏感快楽！（6月25日、セレブの友）
- 母の鬼畜な再婚相手に四六時中、性欲の捌け口にされてます（7月2日、光夜蝶）
- ねぇ、お父さん達が帰ってくるまでにあと何回しよっか？（7月2日、NON）
- 過保護の娘が最近習得した催●術にかかるわけないと思いながらも実験台に進んでなったら俺のエロ遍歴や恥ずかしいMな性癖を聞きだすくらいマジですごかった。聞いていた娘もエロモードに入り、Mな俺をいたずら交じりで責めてきてザーメンを残らず搾られた。2（7月2日、NON）
- 80’sっ娘 ～なんてったってアイドル！3本続けてどうぞ～（7月7日、桃太郎映像出版）
- 黒いパンティストッキングオナニーはお好きですか？15人の人気女優にまとわりつくパンスト！オナニーで濡れるクロッチ部分の染み！（7月13日、セレブの友）
- ドM3姉妹が堕ちる快楽淫乱地獄への招待状！入るのは簡単でも一度入ったら出られない快楽地獄への罠！（7月13日、セレブの友）
- 夫婦で挑戦！田中ねねの凄テクで夫が2回イカされたら妻が寝取られナマ中出しSEX！（7月13日、はじめ企画）
- 顔に似合わずお下品に股を開く援助女子●生に生中出し！4時間3（7月13日、ケイ・エム・プロデュース）
- 少女監禁 あの日、携帯を届けなければ…（7月19日、ドグマ）
- 新人女子アナガチナンパTV局付近に張り込んで6カ月…奇跡のAV出演→包茎男子のちん皮ムキムキ取材からの生中出しSEX実況！？（7月23日、赤面女子）
- メガネ女子のイキ顔メガネSEX！激しく責められ歪む表情に光り輝くメガネレンズの光沢感！全てが新たなエロ表現の土台となる。（7月25日、セレブの友）
- 「授業サボっちゃった」有名大学に通う現役女子大生の潮吹きSEX（8月1日、S-Cute）
- 新しい義妹は、鬼畜な人なのに僕の勃起は治まらない。（8月6日、NON）
- 強制レズビアン計画 ～密室監禁された2人の実験体少女～（8月7日、ビビアン）
- 偏差値80越えの現役女子大生の手・足・尻コキ凄テク！！（8月13日、ケイ・エム・プロデュース）
- 想像できない誰にも見せられない有名私立女子●生の本性丸出しナマ交尾4時間11（8月13日、ケイ・エム・プロデュース）
- 制服美少女手こきフェラ2 8人165分（8月13日、ケイ・エム・プロデュース）
- 120％リアルガチ軟派伝説 vol.99 やってきましたin盛岡！怒涛の5名全員中出し達成！！（8月20日、プレステージ）
- 海の家ビアガーデン痴●（8月26日、ナチュラルハイ）
- ナチュラルハイ夏スペシャル 敏感（恥）巨乳痴●2021 完全版 10人全員SEX 乳首ビンビンVer. 2枚組8時間（8月26日、ナチュラルハイ）
- こんな野外で？！顔射後も止めない突然の笑顔しゃぶりで連続2回おねだり女子○生7（8月26日、ナチュラルハイ）
- 某有名大現役大学生！男を淫語と乳首責めで勃起させ、そのまま杭打ち騎乗位SEX（9月7日、マックス・エー）
- DRESS PARTY CAR SEX～理知的美女と愉しむカーセックス～（9月10日、プレイエンターテイメント）
- 夜行バスで声も出せずイカされた隙に生ハメされた女はスローピストンの痺れる快感に理性を失い中出しも拒めない 女子○生限定8 汗だく腰振りSP（9月23日、ナチュラルハイ）
- わざと勃起を誘発してくるメンエス嬢盗撮（女子大生・20） キワキワまで責めるいやらしすぎる小悪魔焦らされた後、ナマ中出し 真央（仮名）（10月5日、NPJ）
- 現役大学生新妻の子作り中出し性活（10月5日、マックス・エー）
- 避妊具精飲 精子入りコンドームを野外で飲み干すインテリ美大生（10月7日、SUN）
- 【完全主観】同じ職場の憧れの受付嬢とヤリたい放題性交 Vol.005（10月12日、ケイ・エム・プロデュース）
- 『もしかしてもうイキたいの？』『まだダメだよ我慢して！でも激しく突いて』童貞のボクに小悪魔ヤリマン義妹がカニばさみロックしながら悪魔の囁き！（10月12日、Hunter）
- ガチナンパ！ さっきまで赤の他人女子の生ハメSEX ヤリまくりイキまくり中出し11発！ ＋60分増量SP！（10月15日、ピーターズ）
- 某有名大現役美女 密着いちゃラブSEX（10月16日、マキシング）
- 優等生教え子に…逆NTRされた私。偏差値70超えの才女 まおちゃん（10月19日、ゾクゾク娘）
- むちむちデカ尻 神ブルマ ロリ美少女やぽっちゃり娘にピチピチブルマ＆体操着を着せ、ハミパン、ムレムレワレメを毛穴まで見えるほどの超ドアップ接写！さらに尻コキ、着衣お漏らし放尿やブルマぶっかけ等ブルマ好きに送る完全着衣フェチAV（10月21日、親父の個撮）
- 「食い込んじゃってるじゃあ～りませんか！」隙だらけの食い込みパンツ尻女子にムラムラが我慢できず挿入したらお尻打ち付けピストンでまさかの逆襲！（10月26日、Hunter）
- セーラー服美少女と完全主観従順性交 Vol.007（11月9日、ケイ・エム・プロデュース）
- 3年4組の文化祭の模擬店は…ゴーゴーバー2 私立のお嬢様○校の文化祭。毎年行列のできる大人気の模擬店は『ゴーゴーバー』。（11月9日、Hunter）
- 優しい女子マネージャーのチ○ポ吸い上げられるほどのバキューム騎乗位で精子すっからかんになるまで中出しさせられちゃいました！…（11月9日、Hunter）
- やりすぎ！オシッコお姉さん（11月11日、レイディックス）
- 銭湯レズ連鎖痴● いいなりウブ娘を利用した芋づる式レズ計画（11月11日、ナチュラルハイ）
- 最悪の再会！一夜限りのはずが！パパ活でSEXした女子○生と義娘として再会！しかも、パパ活希望女子を連れてきて「この子とエッチしてよ」と…（11月23日、Hunter）
- イチャラブレズファイトクラブ 第1章レズスキルトレーニング編（11月25日、ROCKET）
- テレワーク勤務になった父と、不登校のマセた娘の真昼のエロイ話（11月30日、思春期フィクション）
- 制服少女たちの綺麗な髪に発射したい2（12月9日、レイディックス）
- 15人の淫乱メガネオナニスト！ ～知的な淫乱オナニストが激イキオナニーで乱れまくる！（12月14日、セレブの友）
- だれとでも定額挿れ放題！月々定額料金さえ支払えばアパート内の女子大生や人妻やOLでも誰にでも挿れ放題！（12月14日、Hunter）
- 「退屈だから遊んであげる！」「エッチしたい？」「早くチ○ポ出しなよ！」暇つぶしにチ○ポと精子を絞り取る近所のマセガキ女子○生とまさかの4P！（12月14日、Hunter）
- 新放課後痴女美少女回春リフレクソロジーSpecial（12月14日、ケイ・エム・プロデュース）

- 【完全主観】即尺即ハメOK美少女メイドと排卵日子作りエッチしよっ Vol.003（1月11日、ケイ・エム・プロデュース）
- 七海とまお 横宮七海レズ解禁 女の子同士のエッチはやっぱり気持ちよかったです（1月11日、ビビアン）
- 色気ゼロの同期女子が履き始めた黒パンストがエロ過ぎる！その脚やお尻に興奮して襲ってしまうと超敏感な反応で…終電を逃すたびにボクの部屋に…（1月11日、Hunter）
- 超絶可愛くて気の弱いボーイッシュ新人ADをAV現場の常識と偽ってとにかくセクハラしまくって最後にはヤル！2（1月25日、Hunter）
- 「ねえ、私だってもう大人だよ」ボクの膝枕で寝ていた義娘がズボンから勃起チ○ポを引っ張り出して…年上の女性と結婚したらひと回りほどしか…（1月25日、Hunter）
- 目覚めて0秒からボクのチ○ポをおしゃぶりする言いなり妹は毎朝セックスまでするのが日課！時間をかけてエッチが大好きなボク専用のエロ妹に仕上げ…（1月25日、Hunter）
- 大乱交合コン開催！陽キャ美少女ビッチvsイケメン！本能のまま、家中で精子とマン汁果てるまで生パコしまくり！学内でも屈指の一軍JD2人組！（1月28日、赤面女子）
- おじさんにハマる女子大生の心理（2月1日、禁断の果実）
- 絶対精飲主義 国家試験に見事合格し、禁欲生活から解放された高学歴JD 3年分の性欲を引っさげて精子10発ごっくん！！（2月1日、山と空）
- 美脚ルーズソックスGAL制服美少女 Vol.005 完全主観SP（2月8日、ケイ・エム・プロデュース）
- 女性限定！素人ナンパ！ 初川みなみと気持ちいいことしませんか？全力超快感レズビアンSEX！（2月8日、ビビアン）
- 素人女子大生が高額バイト代につられてヌードデッサンモデルに！マ○コのビラビラまで丁寧に描かれる視姦の羞恥にマ○コはグッショリ！生で挿入されてイキまくり！ 2（2月10日、アイエナジー）
- 匂い立つ黒パンティストッキングオナニーの世界！～15人の股の部分から溢れ出るイヤラシイ匂いはアナタを虜にする。（2月22日、セレブの友）
- 『嘘でしょう？こんなにエロい事ってある？』突然出来た2人の義妹は小悪魔系ヤリマンクソビッチで童貞だったボクが毎日、超エロくてスリリングな…（2月22日、Hunter）
- 隣人盗撮♯3 ～J○2名・24登校・部屋10日～（3月3日、素人39）
- 綺麗な女の顔面をグチャグチャになるまで輪●破壊2（3月8日、Hunter）
- 学校帰りに突然のゲリラ豪雨でビショ濡れになった幼馴染が避難して来て、普段あまり女性として意識していなかったのにスケスケ下着と濡れた姿に大コーフン！（3月24日、アイエナジー）
- アナルのシワの数までハッキリわかる！ノーモザイク連続絶頂アナル見せオナニー9（3月24日、アイエナジー）
- 産後処女を奪われ一度イッたら長時間アクメで痙攣が止まらないイキッぱなしベビーカー妻9（3月24日、ナチュラルハイ）
- 脳バグするまで妹を媚薬調教　渡辺まお（3月24日、ROCKET）
- 「オチンチン大きくなっちゃったから一緒にオナニーしよっか！？」 広告を見て小遣い欲しさでやって来た女の子に行っていた暴走行為（3） 8名収録（3月26日、JUMP）
- 押しに弱いエステティシャンへハミ出し勃起チ○ポをアソコに押し当てパンツ越し先っぽグリグリ挿入！ 欲しがるまで焦らしコスればナマSEXできちゃうのか？Vol.4（4月5日、はじめ企画）
- 唾液ダラダラ接吻痴●5 オヤジを虜にするほど密着して舐めまくる痴女子○生（4月7日、ナチュラルハイ）
- SOD女子社員2022年度全裸入社式 昨日まで女子大生だったピチピチ新卒11名社会人の第一歩はド羞恥！全員がカメラの前ではじめてのSEX！新人オマ○コ満開宣言！2枚組8時SP！（4月7日、SODクリエイト）
- 陰キャな地味っ子がドンギマリ 洗脳チンシャブ豹変SEX（4月19日、HALENTINO）
- 女子学生棋士の彼女はプライドが高くて将棋で誰にも負けたくなかったのに、中年チ●ポに屈して中出しSEX依存症の肉便器になっていた（4月19日、かぐや姫Pt）
- 顔出しMM号 働く美女限定 ザ・マジックミラー 街頭調査！職場の同僚同士が2人っきりの密室で初めての素股に挑戦！ 5 クリトリスとチ○ポを擦り合わせた社会人の男女は勤務中にも関わらず理性を保てず欲望のままにヌルッと挿入してしまうのか！？人生初の真正中出しスペシャル！（5月3日、ディープス）
- 絶対パンチラ！色んなシチュエーションで挑発してくる小悪魔美少女4人組（5月3日、MARRION）
- 聖水痴女レズビアン 美少女がおしっこビチャビチャぶっかけイカセあうトリプルレズSEX！（5月10日、ビビアン）
- ヤリマン同級生のアナルをふやけるほど舐め回したら連続痙攣ひくつきイキ！童貞のボクをバカにするヤリマン同級生に「悔しかったら挿れてみろよ」と…（5月10日、Hunter）
- 素人美少女とリモコンバイブお散歩 5 ーSBY区編ー「もう我慢できません…//」人混みの中ビクビク震えてイキまくってしまう女子たち！人生初の羞恥プレイでまさかのエロスイッチオン！車移動中も大胆カーオナニー！最後は近くのスタジオで心行くまで生セックス！（5月13日、赤面女子）
- 【個撮】 フェラなら撮らしてくれた！2 あ～んぐり口内射精10人（5月17日、HALENTINO）
- 「これってホントにラッキースケベ…！？」偶然か？確信犯か！？無防備過ぎる谷間やパンチラでボクのチ○ポを誘惑するドスケベ小悪魔女子たち！！（5月24日、Hunter）
- 輝く水着に食い込む股間…ぬるぬるローション競泳水着（5月24日、クリスタル映像）
- 《強○わいせつ流出》《ブラック部活》女子マネ集団い○め/インカレ出場17回・古豪大学サッカー部/被害者4名（6月2日、素人39）
- 【緊急生配信】輪●ハメ撮り孕ませライブ配信！（6月14日、Hunter）
- 親に隠れてこっそり姉妹近親乱交！親の前ではわざと兄妹ゲンカ！しかし、実は兄妹以上の関係で兄と妹たちだけになるとすぐに我先にと抜け駆け近親相姦（6月14日、Hunter）
- 禁断レズレッスン ～家庭教師と私～（7月5日、U＆K）
- スローピストンサイレントレ×プ「えっ嘘、何してるんですか？」「バレたら大変な事になるから静かにしてろ！」彼女の親友たちを寝てる間に次々●す！（7月12日、Hunter）
- 成績優秀で可愛いクラスの委員長が実はチョロかった！ダメ元でエッチなお願いをしたら何でもしてくれる言いなりドM体質！登校拒否のボクの家に来る…（7月12日、Hunter）
- ツキマトイ盗撮痴漢 5（7月15日、DOC）
- えちえち過ぎる地雷系少女 セックスが好きすぎる病みカワ裏垢少女たちとオフパコ乱交。中出し、潮吹き、イキまくり。（7月19日、無垢）
- アナル舐めさせド痴女JD 肛門クンニでむせるようなアナル味臭と禁欲オマ○コをこすりつけケツ穴ヒクヒク丸出しSEXで失禁イキする高学歴プリ尻ビッチちゃん（8月2日、ディープス）
- 突然できた3人の義妹は超エッチ大好きヤリマン女子！家庭環境は複雑でみんな血の繋がりは無いがチ○ポとマ○コで繋がってます！ボクは3人の義妹の…（8月9日、Hunter）
- ゾウさんパンツでフェラ12人 ブリーフの先っちょからチ●ポを引っ張り出して喉奥でグポグポする気持ちいいフェラチオ7（8月16日、かぐや姫Pt）
- 『バカ童貞！中に出てるってば！』『ゴムしてるよ！』『ゴム破れてるよ！ダメ抜いて！出し過ぎ！』高速ピストンしたら義妹の膣内でゴムが破れて…。（9月27日、Hunter）
- マスク女子の卑猥なフェラチオ素人娘2 12人（11月8日、かぐや姫Pt）

- 【個撮】どこでもフェラ9 11人（1月17日、かぐや姫Pt）
- 美少女レズコレクション ～着エロ百合図鑑～（2月7日、U＆K）
- Howマンチョ？私いくらで買ってくれますか？まおまん/ぱるまん（3月5日、グレイズ）
- 《中出しドキュメント》透明感MAXの隠れビッチ娘 渡辺まお@ノースキンズ！（5月25日、ノースキンズ）
- 友達の前でどこまでエッチなことできますか？ Episode4 feat.FALENOTUBE（9月7日、FALENO TUBE）
- RE:PLAY vol.1 僕らはきっと、もう一度恋をする（10月12日、SILK LABO）
- 媚薬入り睡眠薬で昏●状態の美少女たちに夜●い中出し！！8人8中出しVol.8（12月21日、親父の個撮）
- シロウトTV×PRESTIGE PREMIUM 53（12月29日、シロウトTV）

- 素直になれない恋人たち6th season（1月11日、SILK LABO）

### アダルトビデオ -配信-
- エモい女の子/恥じらいAV出演（デビュー）/「紗倉まなちゃんが大好き◆」/Dカップ/身長155cm/現役大学2年生/渡辺まお（19）（5月22日、SODクリエイト）
- エモい女の子/初でかちん/オイルマッサージいかせ/ミスi●2021エントリー決定！！/Dカップ/身長155cm/現役大学2年生/渡辺まお（19）（6月22日、SODクリエイト）
- エモい女の子/浴衣でしっぽり初ハメ撮り/「SMぽいの好きかも」/話題沸騰継続！！/現役大学2年生/渡辺まお（19）（7月10日、SODクリエイト）
- エモい女の子/念願の初3P/「めっちゃ楽しかったです！！」/元優等生/アクティブで社交的/現役大学生のショートカット美女/渡辺まお（19）（7月17日、SODクリエイト）
- エモい女の子/いいなりイカセダンジョン/廃ビル徘徊露出/とびっこ/カーフェラ/現役W大ショートカット美女/渡辺まお（19）（9月4日、SODクリエイト）
- エモい女の子/解禁（祝）初！？ソープ/即フェラ/潜望鏡/マットプレイ/アナル舐め/現役W大ショートカット美女/渡辺まお（19）（9月28日、SODクリエイト）
- 渡辺まお（20）がマッチングアプリでデート相手を見つけたら（10月15日、SODクリエイト）
- もし撮影現場にあらわれたAV男優が●校時代の同級生だったらどうする？ 渡辺まお（11月3日、SODクリエイト）
- 【前編】浮気性な渡辺さんと一途で寛容なボクの四半世紀のハナシ ―●校時代― 渡辺まお（11月20日、SODクリエイト）
- 【中編】浮気性な渡辺さんと一途で寛容なボクの四半世紀のハナシ ―大学時代― 渡辺まお（12月4日、SODクリエイト）
- まお（12月2日、「イマジン」）
- 【後編】浮気性な渡辺さんと一途で寛容なボクの四半世紀のハナシ ―結婚生活編― 渡辺まお（12月18日、SODクリエイト）

- 3Pで2連続初中出し（解禁）/湘南デート/現役W大生/ショートカットが似合う/渡辺まお（20）（1月12日、SODクリエイト）
- 中出しハメ撮り/初ごっくんフェラ/すっぴん初公開/ほろ酔い1:1トーク/湘南デート後編/渡辺まお（20）（1月20日、SODクリエイト）
- まお（1月22日、「イマジン」）
- まお（1月25日、素人ムクムク）
- マジ軟派、初撮。 1599 新宿でホットドリンクで若くてホットなガールをゲット！元アスリート系の引き締まったボディがピストンで全力イキ！ホットな興奮で色んな所が温まる♪（2月16日、ナンパTV）
- まおみ（仮名）（2月16日、高揚）
- 《かわいい》【電車痴漢】【自宅盗撮】【睡眠姦】彼氏連れのJKをさわる　犯す　白P　＃47（2月17日、ましりと）
- 【初撮り】【色白女子大生】【激しい追撃に..】同年代の男の子としか経験がないJD20歳。サークルで一番可愛い女の子が大人のテクニックに翻弄されて.. ネットでAV応募→AV体験撮影 1467（2月19日、シロウトTV）
- 【本能的にエロい】20歳【超ドM体質】まおちゃん参上！普段は塾で英語の教師をしている彼女の応募理由は『いっぱい攻撃されたいんです…』とにかくドM！道端で【イラマチオ】リクエスト！真面目にエロい塾講師はデカチンに何度も何度もイカされ放心状態！本能に身を任せる美少女の鬼イキSEX絶対に見逃すな！（2月23日、ARA）
- 【インテリJD淫乱覚醒！】超頭脳派W大生が極太チ●コで真のSEXに目醒める！純白桃尻にパンパン猛突き！テント激震のイキ声MAX！！オイ！オイ！外に聞こえちゃうよ！！インテリ女子のギャップ鳴きにフル勃起間違いなし！爆ヌキ必至の濃厚2SEX収録！！　ワタナベさん 20歳 W大学 文学部2年（3月18日、プレステージプレミアム）
- ヌキ無し店なのに…超過剰サービスで疲労も精子もぶっ飛ぶ！！リピート確定！搾精メンズエステ ＃1（3月18日、DOC）
- 【電車痴漢】★これを観ればゆず故障がわかる★高偏差値JKを痴漢後ホテルに連れ込み睡○姦（3月19日、ゆず故障）
- おじチン専属チアリーダーとハメ撮り初挑戦！ダブルおもちゃ攻め焦らしプレイ、スパンキングetc...ちょっと意地悪されてもおじさんがやる事ならなんでも好き♪「チ○チンがんばれ！」子犬感ある従順娘のエールが大炸裂！！！気持ちぃがいっぱいのラブラブSEXを見よっ！！【まおちゃん(彼女)とおじさん(彼氏)の特別な一日】（4月11日、DOC）
- キュンde旬 VOL.4 まお21歳 野獣みたいなSEXがしたい！めちゃくちゃにされたい願望を持つムッツリJD！！初イラマに脳汁ブシャー！！！（5月21日、DOC）
- 真央（5月21日、素人ホイホイZ）
- 有希（6月3日、ION イイ女を寝取りたい）
- まおちゃん（6月10日、俺の素人）
- 80’sっ娘 紅いスイートピー マオ（6月11日、桃太郎映像出版）
- 渡辺まお（7月2日、Tokyo247）
- 隣に住んでるJK② 逆さ撮り・お風呂・脱衣 10日分くらい 4-1（7月16日、ジッタ隣人）
- まお（7月20日、夢中企画）
- まおちゃん（7月16日、S-CUTE）
- まー（7月21日、素人ホイホイsweet！）
- まお 2（7月22日、S-CUTE）
- 隣人JK2年 大人な彼氏に教育され気味セックス盗撮 4‐2（7月23日、ジッタ隣人）
- 挿入より気持ち良い…完全主観！生マ●コ素股！！ 2 （7月29日、DOC）
- まおちゃん（8月10日、ゾクゾクタイム）
- 家まで送ってイイですか？ case.182 略奪！NTR！狙った男は必ず落とす性悪クソビッチ！【魔性のベロチュー連発SP】⇒フランス文学に膣キュン！エロ偏差値70超え⇒即日300人斬り！毎日ヤリまくり！マッチングアプリ必勝方法伝授！⇒脳が先にイッている！5分で100回イケる身体！セルフGスポット騎乗位！⇒唯一の理解者…悪女が恋に落ちる時（8月20日、ドキュメンTV）
- なおちゃん（9月7日、素人ホイホイ）
- まお 密室タクシードライバー（9月13日、素人ギャラリー）
- 真央（9月29日、日払いちゃん）
- 【超美な神尻×めちゃカワお嬢様×ハメ潮マ●コ】セリエHで活躍中レジェンド級エロストライカー登場！鍛えた体幹で繰り出す騎乗位に中出しゴール確定！？敏感すぎる体を責められたらハメ潮カウンターで魅せるッ！！本田ペニ佑も抜いた！！H.オナウドも抜いた！！！「「君達はなぜ抜かないんだい？？？」」【スポえろジャーニー25人目リリィ】（10月2日、Jackson）
- 【妄想主観】乳首こねくりっぱなし！痴女美少女出張回春リフレ（10月19日、エロタイム）
- ★3連【パチ店員】【円満交渉】若めなアルバイトの○木さん！即トイレでナマ中田氏天井！（11月2日、成金ゴブリン）
- 田辺まお（11月2日、東京恋人）
- さおり 今ドキ女子の性事情（11月15日、素人ギャラリー）
- まお（11月15日、素人ぱいぱい）
- 【妄想主観】絶対服従排卵日ご奉仕メイドと子作り性交 渡辺まお（11月29日、エロタイム）
- まおちゃん（11月30日、素人ホイホイ）
- M.W（12月4日、素人ホイホイLOVER）
- 皆の寝てるスキに（12月17日、SILK LABO）共演：及川大智
- 家庭内盗撮19日分SP 姉妹JK 指オナ・お風呂・睡眠いたずら等（12月23日、スッパイカム）
- 姉妹JK 睡眠姦 深夜3時前 2人連続膣出し→一斉顔射 W足指コキ等（12月30日、スッパイカム）

- まお あの娘と今日ヤり部屋で（1月10日、素人ギャラリー）
- オナニーでイキたてホヤホヤの女の子を秒で激写する秘密クラブを完全中継！（2月26日、パラダイステレビ）
- えりか＆まお（3月10日、スーフリch）
- まおちゃん（3月18日、キューピット）
- M●04ちゃん（3月25日、エ●コ●仙人）
- 高学歴ウラ垢女子の限りない性欲846MAO（4月22日、G-AREA）
- さな（4月27日、恋愛カノジョ）
- 【有名私大在学中の高学歴JD】親からの仕送りで悠々自適に暮らす女子大生のリアルな日常を盗撮。中出し&顔面大量ぶっかけ【パンチラ盗撮/電車痴●/自宅侵入/睡眠姦】　Mちゃん（5月16日、しろうとまんまん）
- 日常オナ盗撮 隣マンション住み現役女子大生（6月8日、ジッタ隣人）
- 【ザー汁まみれの破廉恥3P乱交！体液！ハメ潮！愛液！中出し無礼講三昧！乱痴気騒ぎ！】「激しいのダメ！逝っちゃう」オス犬みたいに片足上げで放尿（ハメ潮）する雌！「マジでヤバイ！なんでいいチ○ポしてんだよ！」背面騎乗位でハメ潮を噴き出す！お漏らし星人！…（6月17日、FALENO TUBE）
- 《中出しドキュメント》透明感MAXの隠れビッチ娘 渡辺まお@ノースキンズ！（6月22日、ノースキンズ）
- まお 3（7月23日、S-CUTE）
- 木曜マン毛モロ出し美術館（7）完全版～恥ずかしがるシ●ウト美女の秘部をみんなでナマ鑑賞（8月1日、パラダイステレビ）
- まお（9月3日、Pinky Rush）
- わかな（10月8日、アシグモ）

- まお（2月17日、シロウト急便）
- まお（9月30日、俺の素人）
- あん（11月4日、めがね美人）

### アダルトビデオ -VR-
- 現役W大文学部女子大生「渡辺まお」19歳、性欲、覚醒。あの噂の才色兼備ショートカット美少女と初体験解禁！肉欲JDと貪るような濃密・濃厚・野獣SEXができる唯一無二のVR！！（11月2日、SODクリエイト）

- 娘の家庭教師 子供がすぐそばにいるのに… 指導中にこっそり中出しし誘惑（2月11日、SODクリエイト）
- 午前2:00高田馬場のロータリーを千鳥足で歩いていた飲み会帰りの女子大生まおに中出し（2月22日、SODクリエイト）
- ぷに感！！ほっぺたチ●ポビンタ顔射！～嫌そうな顔にチンチンぶっ刺しその後、大量顔射～（2月25日、SODクリエイト）
- らぶほなう。（3月12日、CASANOVA）
- 「昼休みなら奥さんにバレないよ、絶対」昼休憩の1時間で背徳の2発射！可愛い後輩とラブホに駆け込みシャワーも浴びず即キス！熱愛ナマ不倫セックス【ご休憩1480円格安ラブホ・リアルタイム密会VR】（3月12日、ナチュラルハイ）
- 初回から本番できると噂のファッションヘルスに入ってみたらガセ情報で意気消沈…と思いきや、まさかのNN（ゴム無し中出し）ブッ挿し展開！？（5月7日、ワープエンタテインメント）
- 3年5組の文化祭の模擬店は…Wメンズエステ 私立のお嬢様○校の文化祭。毎年行列のできる大人気の模擬店は『Wメンズエステ』。2人の女子がヌルヌルオイルでコリも勃起もほぐしてくれる！もちろんエッチなサービスどころか本番行為まで基本コースに含まれております！（8月8日、Hunter）
- 完全着衣ザーメンぶっかけ（9月3日、プリモ@VR）
- ムレ染みパンティ顔圧迫特化（9月16日、プリモ@VR）
- 開始30秒でエッチ開始！！家の庭にボク専用の離れを作ってもらった。その離れには地元のヤリマン女子たちが遊びにやって来るようになりボクの離れはたまり場になった…。せっかくの一人部屋…せっかくの離れなのに…ボクのプライベートな時間はほぼない…でも…（9月21日、Hunter）
- みなさんも仲の良い女友達とモニタリングAVに出演してみませんか！？ユーザーの皆さんが仲の良い女友達とまさかのAV出演体験！！バイトの先輩、後輩編 友達同士の男女がザーメンをある一定の量を溜めるまで部屋から出れません！（10月26日、お夜食カンパニー）
- あなたはどこでヌく？最初から最後まで218分全部がヌキどころ！！おしゃれカフェウェイトレスと数珠繋ぎSEX！！おしゃれカフェの雇われ店長であるボクがいつも事務所でさぼっているのにはとある理由が…。アルバイトのウェイトレス達から毎日のように「時給上げて…（11月2日、お夜食カンパニー）

- ボクの部屋はいつの間にかワケあり家出少女たちの溜まり場！Hは決して嫌がらないし何度、中に出しても文句言わない。何があったのか…理由は…再起動ver 床特化もあるしやや天井特化の覆いかぶさり騎乗位もある！少し会話もしてくれるし笑顔も時折見せてくれる少女編（2月22日、お夜食カンパニー）
- 超全身舐めJ○究極ハーレムVR 足指舐め太もも舐め乳首舐め顔面舐め 唾垂らし唾飲みベロキスしまくり！女子○生6人に身体中を同時に舐め回されながら全員と中出しSEX！！（3月2日、SODクリエイト）
- 【アングル革命】【ハーレム特化アングルVR 】ボクの部屋は大学のサークル仲間のたまり場！ボクの家はヤリ部屋と化し4人で責めてくるもんだから、とにかくドコ見ていいのか分かりません！！チ○ポに乳首に耳に口に…あーーーーーもーーーーとにかく全てが気持ち…（3月15日、Hunter）
- 金とお酒で即ハメOK！！港区ギャラ飲み大乱交VR！！（3月22日、ワンズファクトリー）
- 最近身体の調子が悪いなぁと感じて病院に行ったらマスク美女な看護師たちが検査と称してえちえちな展開でめちゃくちゃイカされて無限快楽天国で金玉袋の精子工場が生産追いつかない位になんどもイカされまくった僕 完全版（3月31日、unfinished）
- チアガールのTバック尻に即ズボッVR 太ももとお尻が絶品なインテリ系美肌チアとお尻ガン見エッチからの顔ガン見手コキ！（6月25日、CRYSTAL VR）
- 普段ボクを見下している女子たちに『ボクのことが好きで好きでたまらなくなる催●術』を見よう見まねでためしてみたらガッツリかかってしまった！この復讐のチャンスを逃す手はない！みんな…（絶対にヤラれたくない女子の心の声付き）＋心の声無し純催●verも収録！（7月12日、Hunter）

### イメージビデオ
- 欲望エデュケーション/永瀬みはる（2021年5月28日、スパイスビジュアル）
- Mao 水平線の恋人・渡辺まお（2022年6月16日、REbecca）

### デジタル写真集
- 渡辺まお×八ッ橋さい子 ヘアヌード早慶戦（2020年7月31日、小学館）
- 現役早大生 渡辺まお 考えるフェラ（2021年8月16日、小学館）
- 幼なじみ 渡辺まお（2021年12月3日、プレステージ出版）
- 青春＃アオハル 渡辺まお（2022年8月5日、プレステージ出版）
- 渡辺まお 撮り下ろしBEST PREMIUM EXCLUSIVE CUT vol.01（2024年11月15日、プレステージ出版）

## 出演

### ラジオ
- とにかく明るい安村のとにかく丸裸!（2020年6月27日、7月4日[46]、文化放送）

### ウェブラジオ
- 神野のタイトルのない話（2022年9月4日‐11月6日、AuDee）
- 神野のタイトルのない話（2023年2月4日‐、stand.fm） [47]

### テレビ
- 魚拓と成瀬のツキとスッポンぽん （2020年11月15日、22日、パチ・スロサイトセブンTV）[48]

### 配信
- 早稲田大学ロータリーの会×SODトークイベント＃持ち帰えらNIGHT（2020年8月29日、ロータリーの会公式Twitterなど）[18]
- 給与明細（2021年2月15日、ABEMA）[49][50]
- ABEMA的ニュースショー（2021年3月7日、2022年8月14日、8月28日、2023年2月19日、ABEMA）

## 執筆

### 連載コラム
- 渡辺まおの「AV女優から見た“自由”論」（2022年1月14日[51]-3月31日、HerHersメンバーズマガジン）
- 社会風俗ぶった斬りコラム（2023年3月11日[52] - 、講談社「マネー現代」不定期掲載）
- 私をほどく（2023年5月18日[53] - 2024年5月24日[54]、KKベストセラーズ「ベストタイムズ」連載）
- 揺蕩と偏愛（2025年5月23日 - 、KKベストセラーズ「ベストタイムズ」連載）

### 単行本
- 私をほどく AV女優「渡辺まお」回顧録（2025年6月17日、ベストセラーズ）ISBN  978-4584140048